# Бос, Ян Юст
Ян Юст Бос (нидерл. Jan-Just Bos, 28 июля 1939 — 24 марта 2003) — нидерландский спортсмен, гребец, бронзовый призёр летних Олимпийских игр в Токио (1964). Помимо спорта занимался наукой и стал известным в Нидерландах биологом.

## Биография

### Спортивная карьера
На Летних Олимпийских играх 1964 года в Токио Бос принимал участие в составе голландской команды двоек распашных с рулевым, где он выступал в роли рулевого. В финальном заплыве Бос, Эрик Хартсёйкер и Херман Рауве стартовали вторыми и пропустили вперед гребцов из Франции после прохождения отрезка дистанции в 500 м. В итоге, с результатом 08:23.420 они заняли третье место, уступив первенство соперникам из Франции (08:23.150 — 2е место) и США (08:21.330 — 1е место).

### Карьера учёного
Получил образование биолога в Калифорнийском технологическом институте в городе Пасадина, США. С 1968 года работал в Аграрном университете в городе Вагенинген (нидерл. Landbouwuniversiteit). До 1994 года был научным сотрудником лаборатории, что занималась изучением биологической систематики. Достаточно часто выступал на телевидении, принимая участие в телепрограммах посвященных природе. После 1994 года Бос занимал должность куратора ботанического сада при Аграрном университете. Специализировался на описании растений семейства драценовых (Dracaenaceae).